# De gitaarspeelster
De gitaarspeelster is een schilderij uit 1670-1672 van de Delftse kunstschilder Johannes Vermeer (1632-1675). Het werk is in het bezit van English Heritage, Kenwood House in Londen.

## Beschrijving
Vermeer toonde zijn vrouwelijke modellen doorgaans met ingehouden emoties, maar dit meisje met haar vrolijke pijpenkrullen zoekt ongedwongen, haast flirterig, het contact met een onzichtbare persoon rechts van haar. De schilder versterkt de sfeer van spontaan musiceren door de snaren van de gitaren licht te laten vibreren.
Opvallend is dat het licht van de rechterzijde binnenvalt. De conventie was om het licht van links te laten komen, wellicht om te voorkomen dat de schaduw van de schilder zijn object verstoorde.
Het geel satijnen jasje met de afzetting van bont komt in nog vijf andere werken van Vermeer terug. Het landschap op de muur boven het meisje is een werk van Vermeers' stadgenoot Pieter Jansz. van Asch (1603-1678). Hetzelfde werk is ook afgebeeld in Zittende virginaalspeelster.

## Eigendom
Het schilderij was in het bezit van de familie van Pieter van Ruijven en werd in 1696 in Amsterdam geveild op de 'Dissiusveiling'. Het doek met veilingnummer 4 werd omschreven als Een speelende Juffrow op een Guiteer, heel goet van den zelve. en bracht 70 gulden op. In de achttiende eeuw was het schilderij wellicht in handen van de Haagse handelaar Jan Danser Nijman (1735-1797), die meerdere werken van Vermeer bezat. De Britse politicus Henry Temple, 2e burggraaf Palmerston, (1739-1802) verwierf De gitaarspeelster na 1794. Het werk bleef tot 1888 in het bezit van diens familie.
Edward Guinness, Earl of Iveagh, (1847-1927) kocht het werk in 1889. Guinness, een telg uit de bekende bierbrouwersfamilie schonk na zijn dood het landgoed Kenwood House in Hampstead Heath inclusief kunstverzameling aan de Engelse staat. Behalve De gitaarspeelster bevat de collectie onder andere ook Rembrandts zelfportret uit 1661.
In 1974 werd De gitaarspeelster uit Kenwood House gestolen door leden van de IRA, die het schilderij dreigden te verbranden op St. Patrick's Day. Enkele maanden later leidde een anoniem telefoontje de politie naar het kerkhof van St Bartholomew's in Smithfield, Londen. Daar stond het schilderij verpakt in een avondkrant tegen het hek. Het is onbekend of er losgeld is betaald.
Diana en haar nimfen · Christus in het huis van Martha en Maria · De koppelaarster · Slapend meisje · Brieflezend meisje bij het venster · Het straatje · De soldaat en het lachende meisje · Het melkmeisje · Het glas wijn · Dame en twee heren · Onderbreking van de muziek · Gezicht op Delft · De muziekles · Brieflezende vrouw in het blauw · Vrouw met weegschaal · Vrouw met waterkan · De luitspeelster · Vrouw met parelsnoer · Schrijvende vrouw in het geel · Meisje met de rode hoed · Meisje met de parel · Het concert · Allegorie op de schilderkunst · Meisjeskopje · Dame en dienstbode · De astronoom · De geograaf · De kantwerkster · De liefdesbrief · De gitaarspeelster · Schrijvende vrouw met dienstbode · Allegorie op het geloof · Staande virginaalspeelster · Zittende virginaalspeelster
Omstreden toeschrijvingen: Sint Praxedis · Zittende vrouw aan het virginaal · Meisje met de fluit